# INGmobil
Die INGmobil GmbH ist ein regionales Busunternehmen der Transdev GmbH aus Ingelheim am Rhein.
Der Geschäftsführer heißt Karsten Krämer.
Das Unternehmen fährt seit 2019 auf vier Buslinien und 2 Nachtlinien den Stadtbusverkehr in Ingelheim.
Die Busse fahren in der Regel stündlich.
Das Unternehmen beschäftigt ca. 25 Mitarbeiterinnen und Mitarbeiter.
Die Busse sind klimatisiert, haben kostenfreies WLAN und haben Niederflureinstieg.

## Linienübersicht
Folgende Linien befährt die INGmobil GmbH:
- 611: Nieder-Ingelheim – Frei-Weinheim
- 612: Frei-Weinheim – Ober-Ingelheim
- 613: Gau-Algesheim (Sporkenheim) – Ober-Ingelheim
- 614: Heidenfahrt – Ingelheim-West
- 618 (Nachtlinie): Ingelheim – Nieder-Ingelheim – Ober-Ingelheim – Frei-Weinheim – Ingelheim
- 619 (Nachtlinie): Ingelheim – Nieder-Ingelheim – Wackernheim – Uhlerborn – Heidenfahrt – Ingelheim